# Brioux-sur-Boutonne
Pour les articles homonymes, voir Brioux et Boutonne (homonymie).
Brioux-sur-Boutonne est une commune du Centre-Ouest de la France située dans le département des Deux-Sèvres, en région Nouvelle-Aquitaine.

## Géographie

### Climat
Pour des articles plus généraux, voir Climat de la Nouvelle-Aquitaine et Climat des Deux-Sèvres.
Historiquement, la commune est exposée à un climat océanique du nord-ouest.  
En 2020, Météo-France publie une typologie des climats de la France métropolitaine dans laquelle la commune est exposée à un climat océanique et est dans la région climatique  Poitou-Charentes, caractérisée par un bon ensoleillement, particulièrement en été et des vents modérés.
Pour la période 1971-2000, la température annuelle moyenne est de 12,2 °C, avec une amplitude thermique annuelle de 14,6 °C. Le cumul annuel moyen de précipitations est de 867 mm, avec 12,1 jours de précipitations en janvier et 7,1 jours en juillet. Pour la période 1991-2020, la température moyenne annuelle observée sur la station météorologique la plus proche, située sur la commune de Melle à 11 km à vol d'oiseau, est de 12,7 °C et le cumul annuel moyen de précipitations est de 902,7 mm,. Pour l'avenir, les paramètres climatiques de la commune estimés pour 2050 selon différents scénarios d’émission de gaz à effet de serre sont consultables sur un site dédié publié par Météo-France en novembre 2022.

## Urbanisme

### Typologie
Au 1er janvier 2024, Brioux-sur-Boutonne est catégorisée commune rurale à habitat dispersé, selon la nouvelle grille communale de densité à sept niveaux définie par l'Insee en 2022.
Elle est située hors unité urbaine et hors attraction des villes,.

### Occupation des sols
L'occupation des sols de la commune, telle qu'elle ressort de la base de données européenne d’occupation biophysique des sols Corine Land Cover (CLC), est marquée par l'importance des territoires agricoles (84,7 % en 2018), une proportion sensiblement équivalente à celle de 1990 (85,3 %). La répartition détaillée en 2018 est la suivante : 
terres arables (56,4 %), prairies (16,8 %), zones agricoles hétérogènes (11,6 %), zones urbanisées (11 %), forêts (3,1 %), milieux à végétation arbustive et/ou herbacée (1,2 %). L'évolution de l’occupation des sols de la commune et de ses infrastructures peut être observée sur les différentes représentations cartographiques du territoire : la carte de Cassini (XVIIIe siècle), la carte d'état-major (1820-1866) et les cartes ou photos aériennes de l'IGN pour la période actuelle (1950 à aujourd'hui).

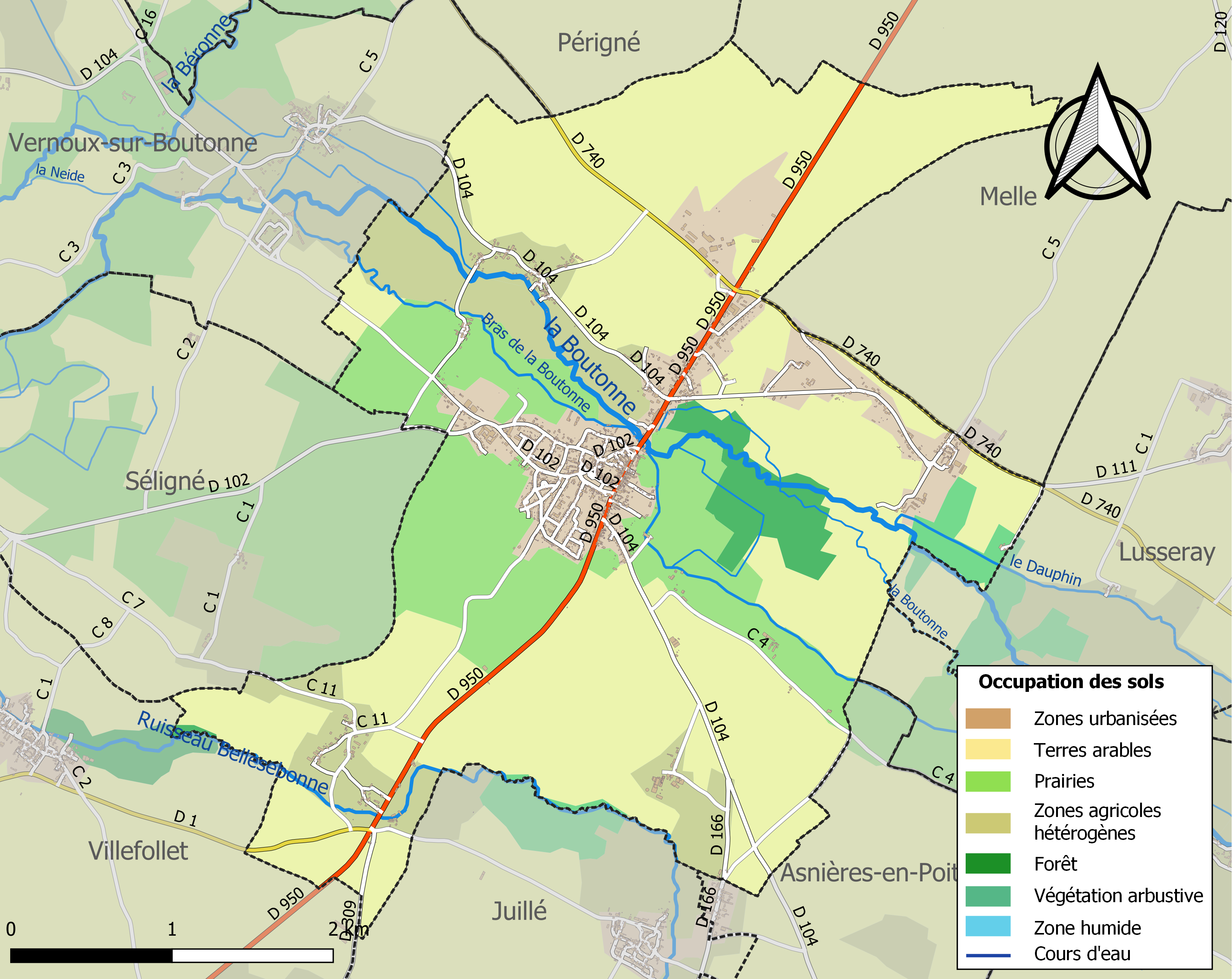
Carte des infrastructures et de l'occupation des sols de la commune en 2018 (CLC).

### Risques majeurs
Le territoire de la commune de Brioux-sur-Boutonne est vulnérable à différents aléas naturels : météorologiques (tempête, orage, neige, grand froid, canicule ou sécheresse), inondations, mouvements de terrains et séisme (sismicité modérée). Il est également exposé à un risque technologique,  le transport de matières dangereuses. Un site publié par le BRGM permet d'évaluer simplement et rapidement les risques d'un bien localisé soit par son adresse soit par le numéro de sa parcelle.

#### Risques naturels
Certaines parties du territoire communal sont susceptibles d’être affectées par le risque d’inondation par débordement de cours d'eau, notamment la Boutonne et le Ruisseau Bellesebonne. La commune a été reconnue en état de catastrophe naturelle au titre des dommages causés par les inondations et coulées de boue survenues en 1982, 1999 et 2010,.

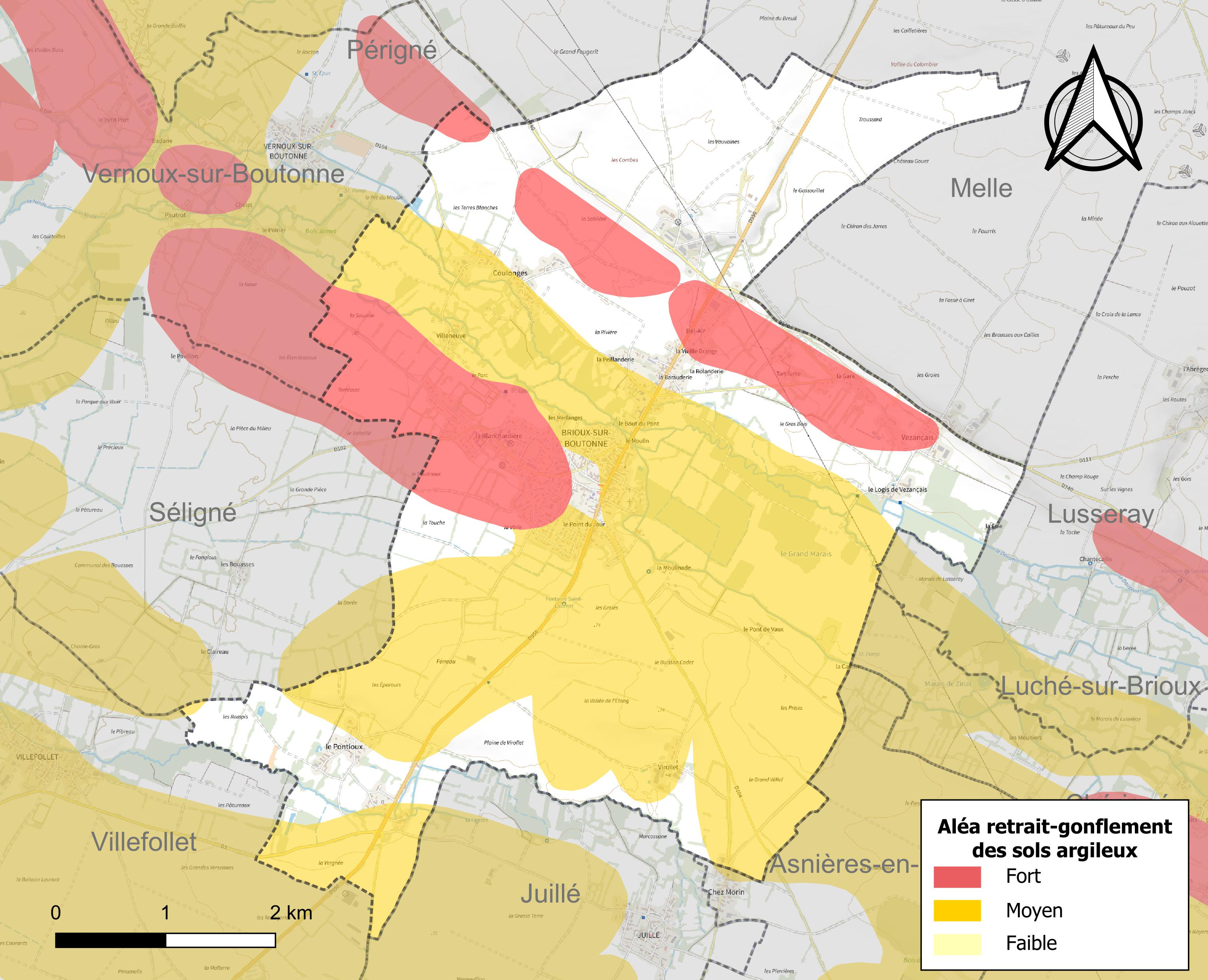
Carte des zones d'aléa retrait-gonflement des sols argileux de Brioux-sur-Boutonne.

Les mouvements de terrains susceptibles de se produire sur la commune sont des tassements différentiels. Le retrait-gonflement des sols argileux est susceptible d'engendrer des dommages importants aux bâtiments en cas d’alternance de périodes de sécheresse et de pluie. 64,1 % de la superficie communale est en aléa moyen ou fort (54,9 % au niveau départemental et 48,5 % au niveau national). Depuis le 1er octobre 2020, en application de la loi ELAN, différentes contraintes s'imposent aux vendeurs, maîtres d'ouvrages ou constructeurs de biens situés dans une zone classée en aléa moyen ou fort,.
La commune a été reconnue en état de catastrophe naturelle au titre des dommages causés par la sécheresse en 1996, 2003 et 2005 et par des mouvements de terrain en 1999 et 2010.

## Toponymie
Brioux est mentionnée en tant que Brigiosum sur la table de Peutinger au IVe siècle.
Il peut provenir d'un nom d'homme gaulois *Brigos, suivi du suffixe latin -osum qui s'ajoute pourtant rarement à des noms de personnes. Ce suffixe est devenu -eux en français et -ous en poitevin.
Le nom de la Boutonne est noté en 830 sous la forme latinisée Vultumna. Il dérive vraisemblablement d'un composé gaulois *volt-onna signifiant « rivière herbue ».

## Histoire

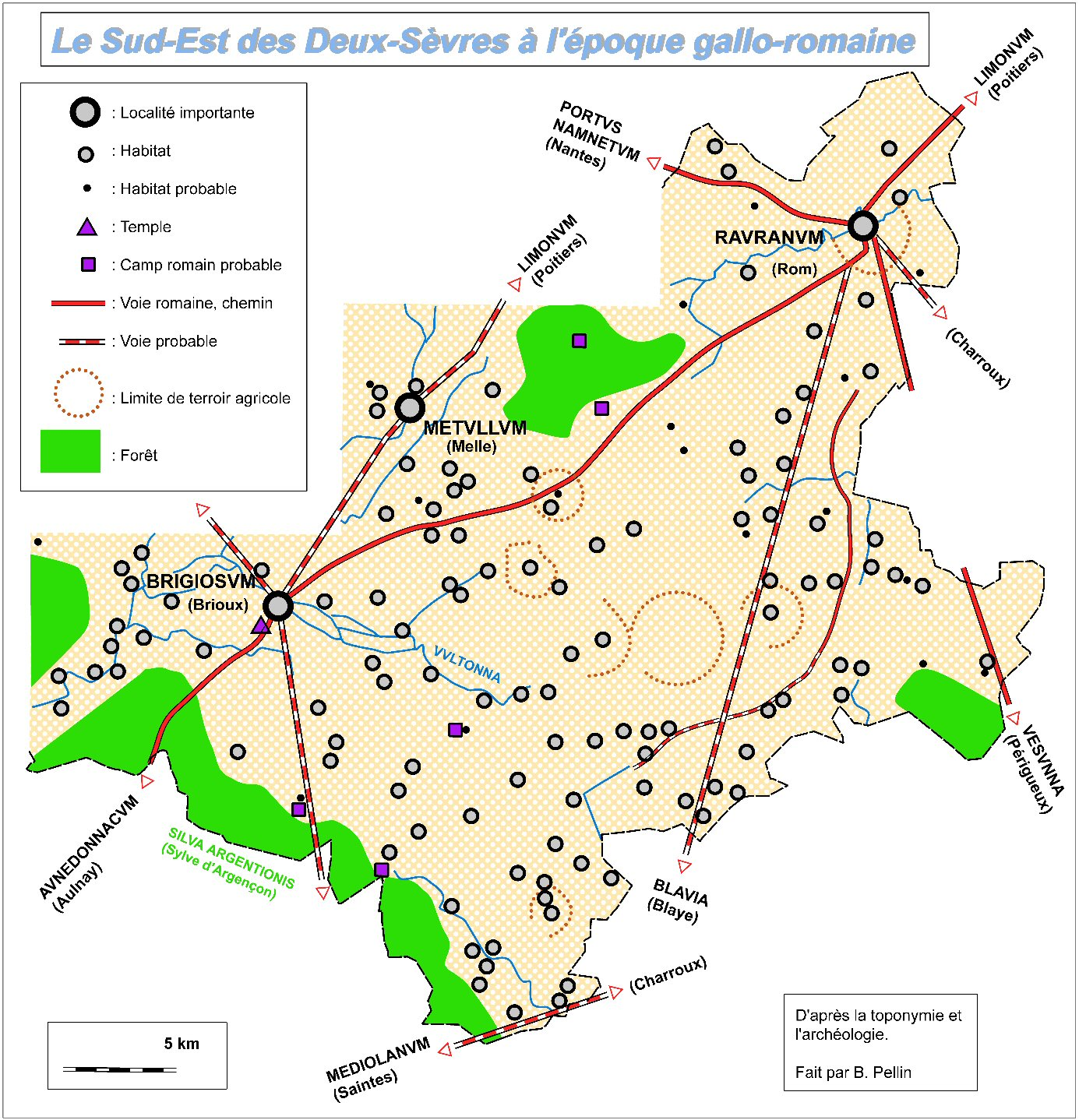
Carte du Sud-Est des Deux-Sèvres à l'époque gallo-romaine d'après la toponymie et l'archéologie.

Le 26 août 1891, par décret du président de la république, Brioux devient Brioux-sur-Boutonne.
Le bourg doit son nom au pont sur la Boutonne, affluent de la Charente, que franchissait la voie romaine de Poitiers à Saintes. Plusieurs autres voies s'y retrouvaient en un carrefour. Le bourg, dont le nom antique était Brigiosum, figure sur la table de Peutinger.

## Politique et administration
| Période      | Période        | Identité              | Étiquette | Qualité                        |
| ------------ | -------------- | --------------------- | --------- | ------------------------------ |
| 1800         | septembre 1804 | François Mêtivier     |           |                                |
| octobre 1804 | 1808           | François Bonnin       |           |                                |
| 1808         | 1813           | Sébastien Genet       |           |                                |
| 1813         | 1815           | Pierre Augustin Bizet |           |                                |
| 1844         | 1850           | Joseph Pommier        |           |                                |
|              |                | Jean Isambert         |           |                                |
| 1983         | 1989           | Georges Treille       | UDF       | Pharmacien, conseiller général |
| 1998         | 2001           | Michel Nourisson      |           |                                |
| 2001         | 2008           | Jeannie Le Saux       | .         | .                              |
| 2008         | En cours       | Jean-Marie Haye       | DVD       | Agriculteur retraité           |

## Démographie
Ses habitants sont appelés les Briouxais et Briouxaises.
L'évolution du nombre d'habitants est connue à travers les recensements de la population effectués dans la commune depuis 1793. Pour les communes de moins de 10 000 habitants, une enquête de recensement portant sur toute la population est réalisée tous les cinq ans, les populations de référence des années intermédiaires étant quant à elles estimées par interpolation ou extrapolation. Pour la commune, le premier recensement exhaustif entrant dans le cadre du nouveau dispositif a été réalisé en 2004.

En 2022, la commune comptait 1 434 habitants, en évolution de −4,72 % par rapport à 2016 (Deux-Sèvres : +0,18 %, France hors Mayotte : +2,11 %).
| 1793 | 1800 | 1806 | 1821 | 1831 | 1836  | 1841  | 1846  | 1851  |
| ---- | ---- | ---- | ---- | ---- | ----- | ----- | ----- | ----- |
| 864  | 742  | 958  | 913  | 961  | 1 132 | 1 202 | 1 282 | 1 270 |

| 1856  | 1861  | 1866  | 1872  | 1876  | 1881  | 1886  | 1891  | 1896  |
| ----- | ----- | ----- | ----- | ----- | ----- | ----- | ----- | ----- |
| 1 231 | 1 267 | 1 196 | 1 219 | 1 224 | 1 317 | 1 359 | 1 257 | 1 209 |

| 1901  | 1906  | 1911  | 1921  | 1926  | 1931  | 1936  | 1946  | 1954  |
| ----- | ----- | ----- | ----- | ----- | ----- | ----- | ----- | ----- |
| 1 164 | 1 205 | 1 213 | 1 119 | 1 144 | 1 180 | 1 154 | 1 165 | 1 179 |

| 1962  | 1968  | 1975  | 1982  | 1990  | 1999  | 2004  | 2006  | 2009  |
| ----- | ----- | ----- | ----- | ----- | ----- | ----- | ----- | ----- |
| 1 303 | 1 466 | 1 641 | 1 577 | 1 428 | 1 451 | 1 480 | 1 491 | 1 516 |

| 2014  | 2019  | 2022  | - | - | - | - | - | - |
| ----- | ----- | ----- | - | - | - | - | - | - |
| 1 530 | 1 445 | 1 434 | - | - | - | - | - | - |

## Culture locale et patrimoine

### Lieux et monuments
- Le monument le plus caractéristique de Brioux-sur-Boutonne est la porte Saint-Jacques, ancienne porte cavalière et piétonne à créneaux, située sur l'ancienne route romaine et que traversaient les pèlerins en route pour Saint-Jacques-de-Compostelle.
- Un immense champ de foire est au centre de Brioux-sur-Boutonne.
- Une importante nécropole mérovingienne a été mise à jour durant l'été 2011 entre la mairie et l'église[28]. Cette découverte confirme la position importante de la cité dans l'antiquité, chef lieu d'un pagus qui disposait d'un atelier monétaire[29],[30].
- Église Saint-Laurent de Brioux-sur-Boutonne.

### Patrimoine culturel
La commune est une des étapes de la via Turonensis, ou voie de Tours, une des quatre voies du chemin de Saint-Jacques de Compostelle en France. Elle vient de Poitiers, pour aller en direction de Saintes, puis rejoindre Bordeaux et Saint-Jean-Pied-de-Port, avant de franchir la frontière espagnole.

### Personnalités liées à la commune
- Georges Treille (1921-2006), homme politique.

### Héraldique
| Blason | Blasonnement : D'or à un chevron de gueules accompagné de trois cigognes d'argent. |